# Grubbtjärnen (Stensele socken, Lappland)
Grubbtjärnen är en sjö i Storumans kommun i Lappland och ingår i Umeälvens huvudavrinningsområde.